# Pieter Haverkorn van Rijsewijk

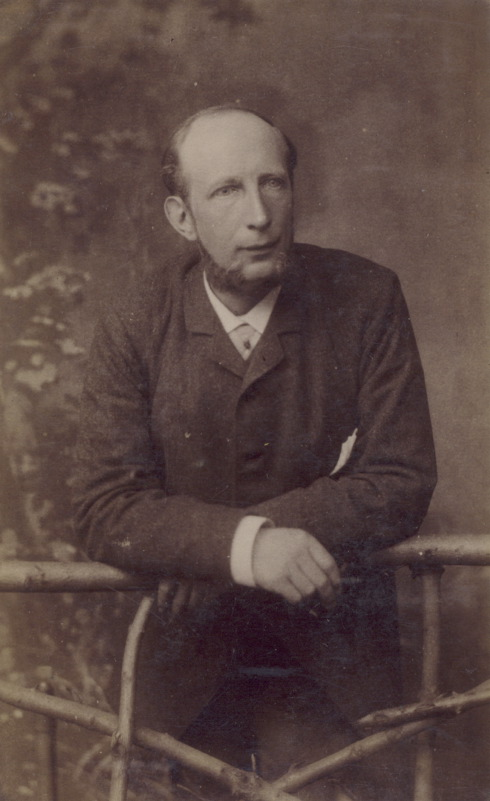
Pieter Haverkorn van Rijsewijk

Pieter Haverkorn van Rijsewijk (geboren am 3. Februar 1839 in Noordwijkerhout; gestorben am 8. November 1919 in Renkum) war ein niederländischer Geistlicher, Journalist, Kunstschriftsteller und Museumsdirektor.

## Leben
Haverkorn van Rijsewijk war ein Sohn des Predigers Willem Hendrik Haverkorn van Rijsewijk (12. Januar 1811 – 6. August 1878) und dessen Frau Petronella Johanna (geborene van Delden, 4. Dezember 1814 – ). Er hatte mindestens fünf Geschwister. Am 19. September 1856 begann er in Leiden ein Theologiestudium und war anschließend vom 17. Mai 1863 bis 1868 als Prediger in Odijk tätig. Am 1. April 1861 wurde er Mitherausgeber des Nieuwe Rotterdamsche Courant, für den er als Chefredakteur arbeitete. 1883 wurde er Direktor des Museum Boijmans in Rotterdam. In dieser Zeit knüpfte er enge Verbindungen zu zeitgenössischen Künstlern und erwarb als erster ein Gemälde von Vincent van Gogh für das Museum. Er bemühte sich darum, das Museum und seine Kunstwerke einem breiteren Publikum zugänglich zu machen, wobei er insbesondere Schüler und weniger wohlhabende Menschen für die Kunst begeistern wollte. Frederik Schmidt-Degener wurde 1908 sein Nachfolger als Museumsdirektor.
Er verfasste zahlreiche Beiträge in Zeitschriften und kunsthistorischen Werken wie Obreen’s Archief, Oud Holland, Rotterdamsch Jaarboekje und arbeitete auch als Theaterkritiker.
1915 übergab Haverkorn van Rijsewijk sein Archiv mit Künstlerbriefen und anderen Dokumenten als Schenkung an das Rijksprentenkabinet (Nationales Kupferstichkabinett) in Amsterdam.

## Familie
Haverkorn van Rijsewijk war seit dem 22. September 1865 mit Dorothea Carolina (geborene Slotemaker, um 1841) verheiratet, einer Tochter von Lambertus Hendrik Slotemaker (13. Februar 1830 – 7. August 1911) und dessen Frau Neeltje (geborene van Zijtveld). Mit ihr hatte er mehrere Kinder:
- Petronella Johanna Haverkorn van Rijsewijk (um 1865/1866 – 27. Dezember 1949)
- Henrij Adriaan Haverkorn van Rijsewijk (26. Februar 1868 – 10. Februar 1945)
- Willem Hendrik Haverkorn van Rijsewijk (20. März 1870 – 4. April 1939) ⚭ 11. Mai 1904 mit Julia Sölner (* 20. März 1880)[2]
- Carel Theodoor Haverkorn van Rijsewijk (17. August 1874 – 23. März 1941) ⚭ Theodora Gerarda Mees
- Anna Aletta Henrietta Haverkorn van Rijsewijk (1880–1930)[3]

## Schriften (Auswahl)
- De Oude Rotterdamsche Schouwburg. Van Hengel & Eeltjes, Rotterdam 1882 (babel.hathitrust.org).
- Een kijkje op Rotterdam in het begin der achttiende eeuw. In: Rotterdamsch Jaarboekje. 2. Jahrgang, 1890, S. 107–128 (Textarchiv – Internet Archive).
- Hans de Neeff. In: Oud Holland. Band 9, 1891, S. 229–230.
- Notice descriptive des tableaux et sculptures du Musée de Rotterdam, nommé d’après le fondateur Musée-Boijmans. Rotterdam 1892 (Textarchiv – Internet Archive).
- Notice descriptive des tableaux et sculptures du Musée de Rotterdam, nommé d’après le fondateur Musée-Boijmans. Supplement: Les acquisitions de 1892 à 1899. Rotterdam 1900.
- Het Museum-Boijmans te Rotterdam. Kunsthandel C. M. Van Gogh, Den Haag / Amsterdam 1909 (archive.org).